# Grands Bancs de Terre-Neuve
Les Grands Bancs de Terre-Neuve, ou Grands Bancs, sont un ensemble de plateaux sous-marins au sud-est de Terre-Neuve, au bord du plateau continental nord-américain. Leur superficie totale est de 282 500 km2. Ils sont peu profonds (25 à 100 mètres, 200 mètres au maximum), et le courant du Labrador s'y mélange avec le Gulf Stream. Ces conditions créent la plus importante zone halieutique du monde.

## Description

### Morphologie
Les Grands Bancs de Terre-Neuve se composent d’un groupe de bancs submergés dont le Grand Banc, le Banc de la Baleine, le Banc à Vert et le Banc de Saint-Pierre. Les bancs sont situés à un maximum de 200 mètres de profondeur et la plupart se trouvent entre 51 et 100 mètres de profondeur. La pente continentale est très escarpée le long des portions sud et est des bancs et les profondeurs peuvent dépasser 1 000 mètres sur des distances relativement courtes. La pente située au nord, au nord-est et à l’ouest (du Banc de Saint-Pierre) est beaucoup plus graduelle. Le Grand Banc est creusé en profondeur par des canyons sous-marins le long des zones sud et sud-est et son nez et sa queue s’étendent au-delà de la zone économique exclusive (ZEE) des 200 milles marins canadiens.

### Conditions propices à la vie animale
Les courants marins sont soulevés le long des talus du plateau continental ramenant à la surface les nutriments du fond de l'océan. Le phytoplancton peut ainsi se développer en grande quantité. Ce dernier sert de nourriture au zooplancton qui alimente ensuite la chaîne des animaux supérieurs. On retrouve en grandes quantités de nombreuses espèces de poissons dont l'aiglefin, le capelan et surtout la morue de l'Atlantique, qui ont rendu les Grands Bancs célèbres. En profondeur se trouvent toutes sortes de crustacés — comme le homard — et de mollusques, comme les pétoncles.
On retrouve de grandes colonies d'oiseaux de mer, dont les fous de bassan, des puffins et des macareux qui s'y alimentent aux côtés de mammifères comme les phoques du Groenland, les dauphins et les baleines.

### Conditions météorologiques
L'humidité qui s'évapore dans la masse d'air au-dessus de l'eau chaude du Gulf Stream se condense rapidement lorsqu'elle rencontre l'air froid qui se déplace avec le courant du Labrador. Les Grands Bancs sont donc une zone propice au brouillard et au passage de tempêtes, dont des ouragans en transformation extratropicale.

## Histoire

### Découverte
Plusieurs navigateurs, dont des Basques, des Bretons, des Portugais et des Normands semblent avoir connu l'existence des Grands Bancs au XVe siècle avant la découverte officielle de l'Amérique dans les annales européennes. Certains textes parlent de Bacalao, la terre des morues, probablement Terre-Neuve. Jean Cabot est le premier à avoir officiellement pris possession de la zone pour le roi d'Angleterre en 1497 ; ce qui répandit le secret dans toute l'Europe.

Représentations anciennes des Grands Bancs et des côtes de Terre-Neuve XVIIe-XVIIIe
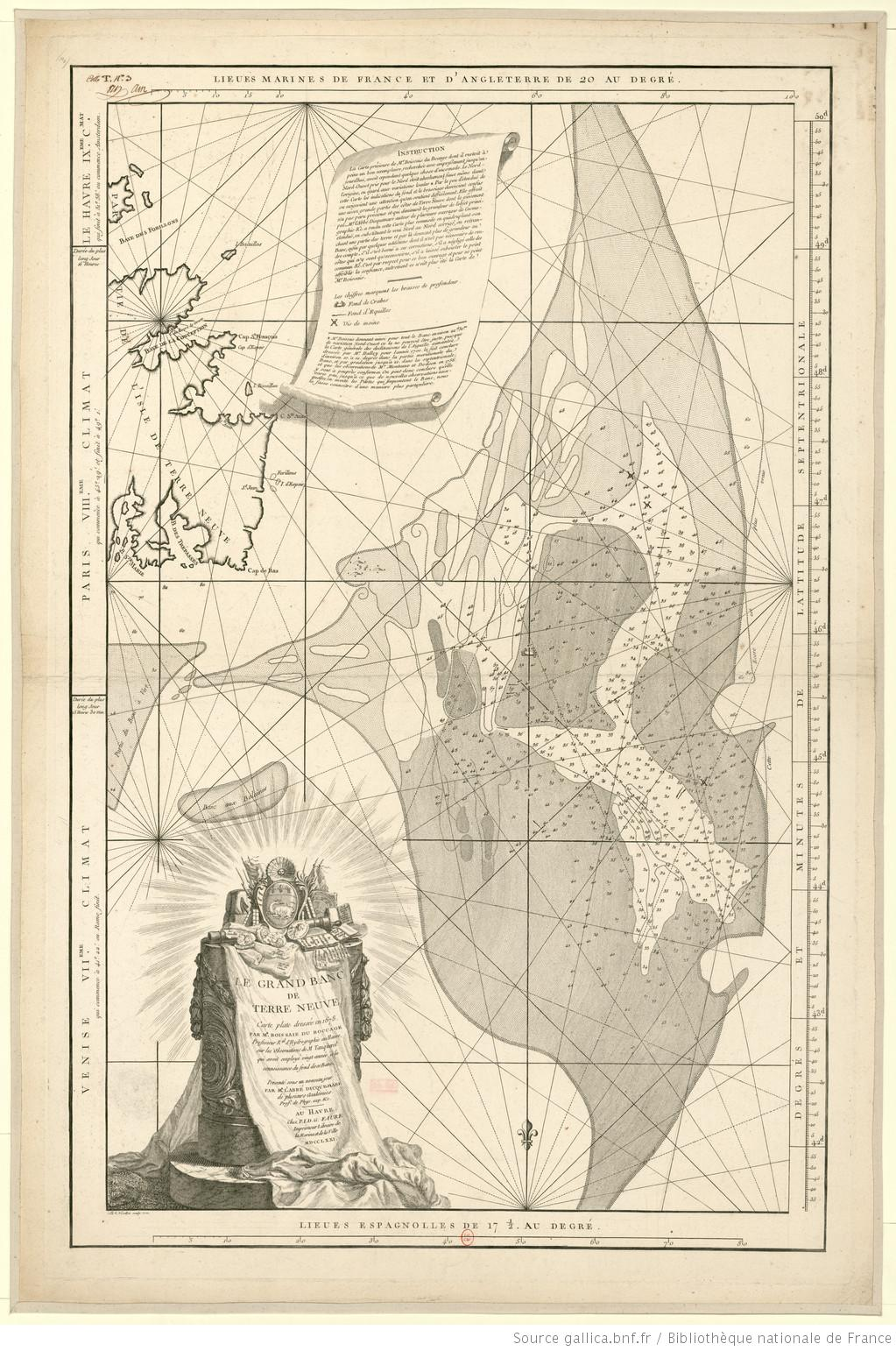
Le grand banc de Terre Neuve. Carte-plan dressée en 1678 par  Georges Boissaye du Bocage (1626-1696).
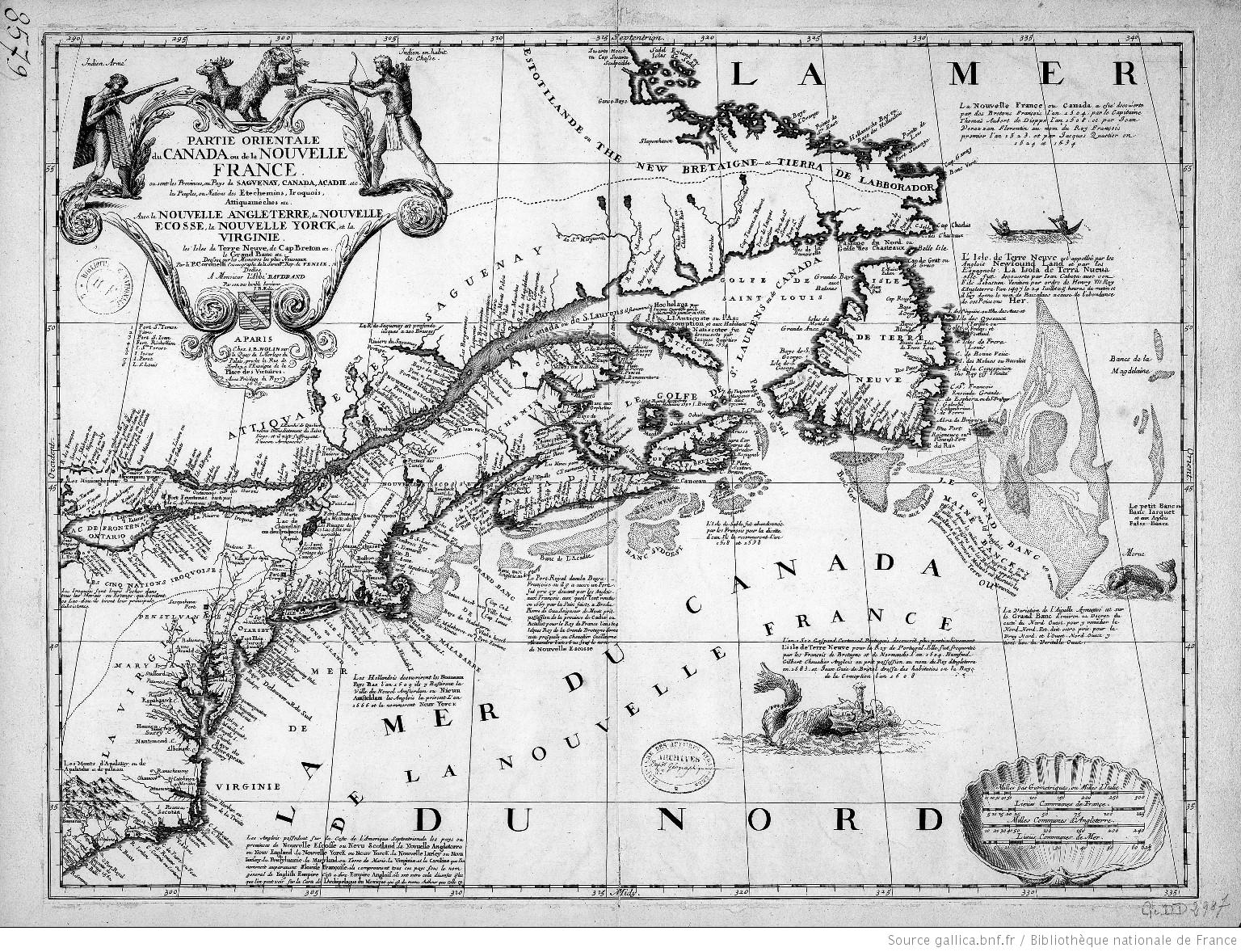
Partie orientale du Canada ou de la Nouvelle France où sont les provinces ou pays de Saguenay, Canada, Acadie etc. les peuples ou nations des Etechemins, Iroquois, Attiquameches etc., avec la Nouvelle Angleterre, la Nouvelle-Écosse, la Nouvelle Yorck et la Virginie, les isles de Terre Neuve, de cap Breton etc., le Grand Banc etc. / dressée sur les mémoires les plus nouveaux par le P. Coronelli
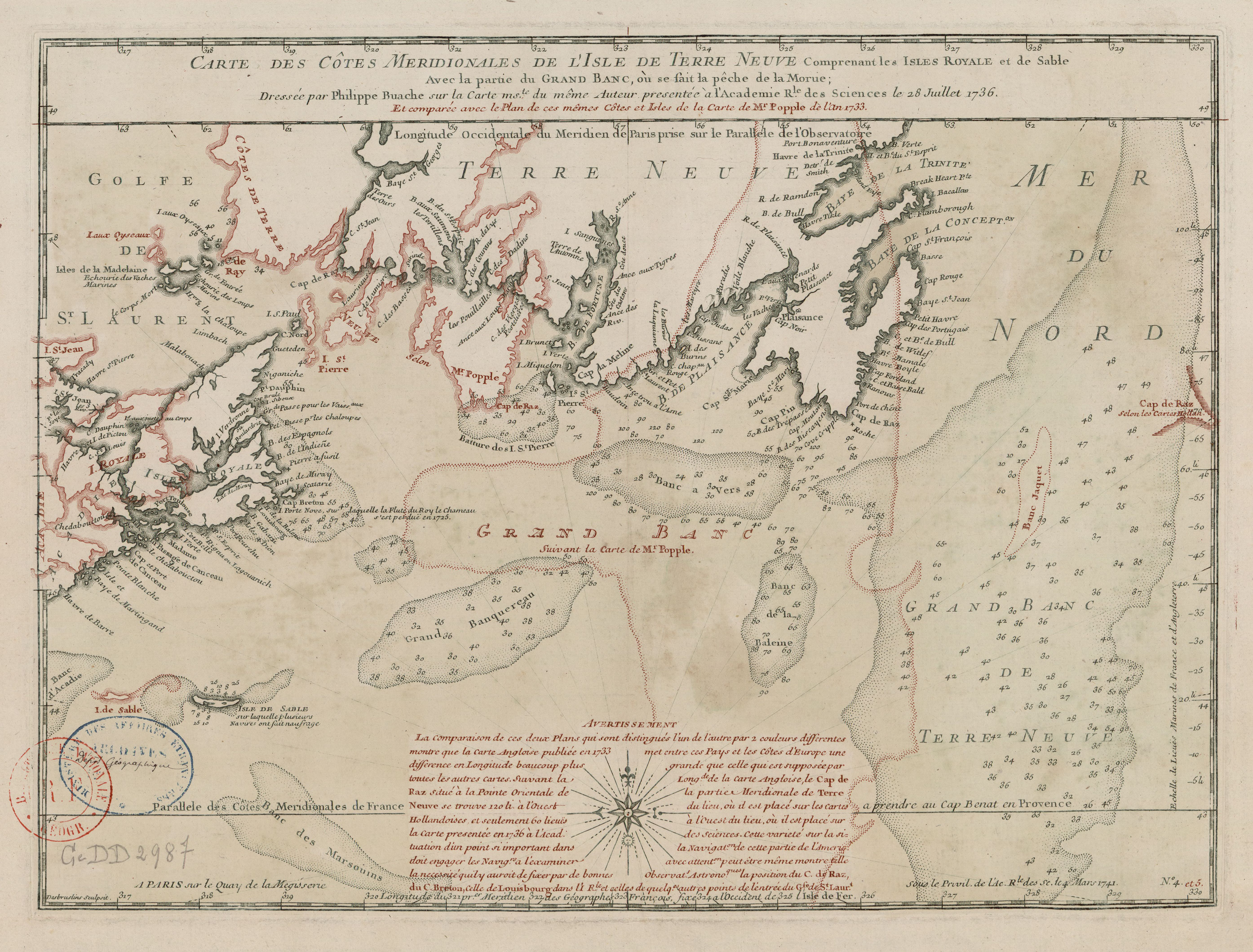
Carte des côtes méridionales de l'isle de Terre Neuve comprenant les Isles Royale et de Sable avec la partie du Grand Banc, où se fait la pêche de la morue / dressée par Philippe Buache et comparée avec le plan de la carte de Mr. Popple en l'an 1733 ; Desbrulins sculp.

La France, l'Espagne, le Portugal  et Angleterre envoyèrent leurs flottes de pêche, les Terre-neuvas, et se disputèrent sa possession. La ressource était tellement abondante et importante pour l'économie qu'elle fut l'un des moteurs principaux du développement du Canada et de la Nouvelle-Angleterre durant les siècles suivants.

### Événements historiques
L'ouragan de Terre-Neuve de septembre 1775, aussi connu comme « ouragan de l'Indépendance » pour les Américains (Independence Hurricane), passa sur les Grands Bancs. Les autorités estimèrent à plus de 4 000 le nombre de victimes, ce qui le place au 8e rang des ouragans atlantiques les plus meurtriers.
Le séisme majeur du 18 novembre 1929 eut comme épicentre la partie sud-ouest des Grands Bancs. Il causa un glissement de terrain au fond de la mer qui coupa le câble transatlantique de télégraphie et créa un raz-de-marée qui déferla sur la côte sud de Terre-Neuve et Est du Cap Breton. Vingt-sept personnes perdirent la vie sur la péninsule de Burin à Terre-Neuve.

### Surpêche

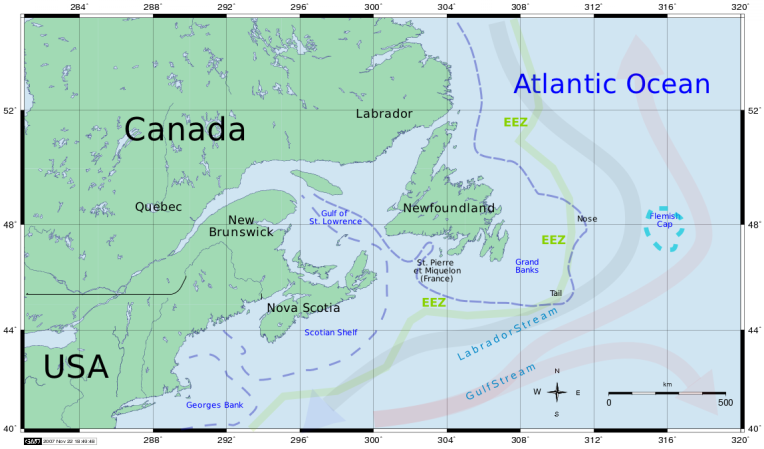
Délimitation de la ZEE

Les développements technologiques dans le domaine de la pêche comme l'usage du chalut, des navires-usines et du sonar ont mené à une surpêche des Grands Bancs durant la seconde moitié du XXe siècle. Pour contrer un sérieux déclin dans les stocks de morues, le Canada a établi une zone économique exclusive (ZEE) de 200 milles marins (370 km) autour de ses côtes durant les années 1970, afin de restreindre les prises par les autres pays. La ZEE couvre la presque totalité des Grands Bancs excepté l'extrémité Est du Bonnet flamand et sud des bancs. Les États-Unis et la France conservent cependant un droit de pêche depuis le Traité de Paris de 1763.
Cette zone a été fortement contestée par les autres pays de l'Organisation des pêches de l'Atlantique nord-ouest (OPANO) mais très bien vue par les pêcheurs canadiens. La zone a finalement été reconnue durant les années 1980 mais cela n'a pas empêché les stocks de poissons de décliner car les pêcheurs étrangers ont augmenté leurs prises sur les extrémités des Grands Bancs, non couverts par le ZEE, et ont été remplacés par une flotte plus importante du Canada à l'intérieur de ceux-ci. À la fin des années 1980, la diminution de la quantité de poissons pris devenait de plus en plus notable.
En plus de la surpêche, les scientifiques démontrèrent que les conditions climatiques avaient changé et contribuaient à la baisse des stocks. La morue atlantique était devenue une espèce en danger. Le gouvernement fédéral canadien dut avec réticence agir et déclarer un moratoire sur la pêche à la morue en 1992, un arrêt total des prises de morue. Ceci eut un impact dévastateur sur l'économie de Terre-Neuve. Les pêcheurs se voyaient privés d'une grande partie de leurs prises et les usines de transformation du poisson fermèrent ou diminuèrent radicalement leurs opérations. Le gouvernement dut apporter des mesures de soutien aux communautés de pêche sur toute l'île et plusieurs terre-neuviens s'exilèrent dans le reste du Canada.

### La guerre du flétan
La pêche aux autres poissons demeura, en particulier celle au flétan. Une compétition entre les flottes étrangères et canadiennes pour cette ressource limitée mena à un incident en 1994. Cette année-là, le Canada et l'OPANO avaient enregistré cinquante violations du traité sur la ZEE. Le nouveau ministre fédéral des pêches, Brian Tobin, confia le mandat à son ministère et à celui des Affaires extérieures d'entreprendre des discussions musclées avec les représentants de l'Union européenne pour qu'ils ramènent leurs membres à l'ordre. À l'hiver 1995, il ordonna à Pêches et Océans de saisir tout navire en contravention. Le 9 mars, un navire de patrouille aidé par la Garde côtière canadienne et la Marine arraisonnèrent le bateau espagnol Estai qui venait de s'enfuir de la ZEE.
Le filet que l’Estai avait largué durant la poursuite fut récupéré et remorqué à Terre-Neuve. Devant la presse, le ministre montra le filet dont les mailles étaient illégalement petites. L’Estai fut saisi ce qui créa un incident diplomatique. Le gouvernement espagnol et l'Union européenne voulurent que le cas soit jugé devant la Cour internationale de justice de La Haye en argumentant que le Canada avait saisi illégalement le navire dans les eaux internationales mais le tribunal refusa.

### Les ressources naturelles et leur exploitation
Le Canada continue les recherches hydrographiques, géologiques et océanographiques sur toute la côte Est canadienne. Le but visé est d'étendre la ZEE à tout le plateau continental sous les auspices de la Convention des Nations unies sur le droit de la mer.
En plus de suivre les conditions des ressources de pêches, on a découvert des réserves de pétrole dans la région ce qui a transformé grandement l'économie de Terre-Neuve. Les champs pétrolifères de Hibernia, Terra Nova et White Rose ont amené une activité dans la construction de plates-formes de forage, le service au secteur pétrolier et des redevances à la province qui en font maintenant une économie en expansion. Le défi est cependant de taille dans une zone où les tempêtes et les icebergs sont fréquents. En particulier, une plate-forme de forage, l'Ocean Ranger, a coulé lors d'une tempête violente le 15 février 1982.

## Culture populaire
- On retrouve des descriptions du travail des pêcheurs des Grands Bancs dans le roman Capitaines courageux, une histoire du banc de Terre-Neuve de Rudyard Kipling paru en 1897 ;
- Le livre de Sebastian Junger, The Perfect Storm (1997) relate la perte d'un bateau de pêche durant la Tempête de l'Halloween 1991 sur les Grands Bancs et a été mis à l'écran en 2000 ;
- La série télévisée en 6 épisodes Entre terre et mer créée en 1997 par France 2 décrit assez bien le mode de vie des pêcheurs normands et bretons et de leurs familles qui restaient seules au pays attendant le retour de leurs maris, frères ou fils qui partaient sur les grands bancs pour pêcher la morue 8 mois durant ;
- Dans son livre biographique Le grand métier, Jean Recher, capitaine yportais de chalutier, raconte dans le détail la vie rude de ces "marins-pêcheurs"[3].